# Замок Вайтс

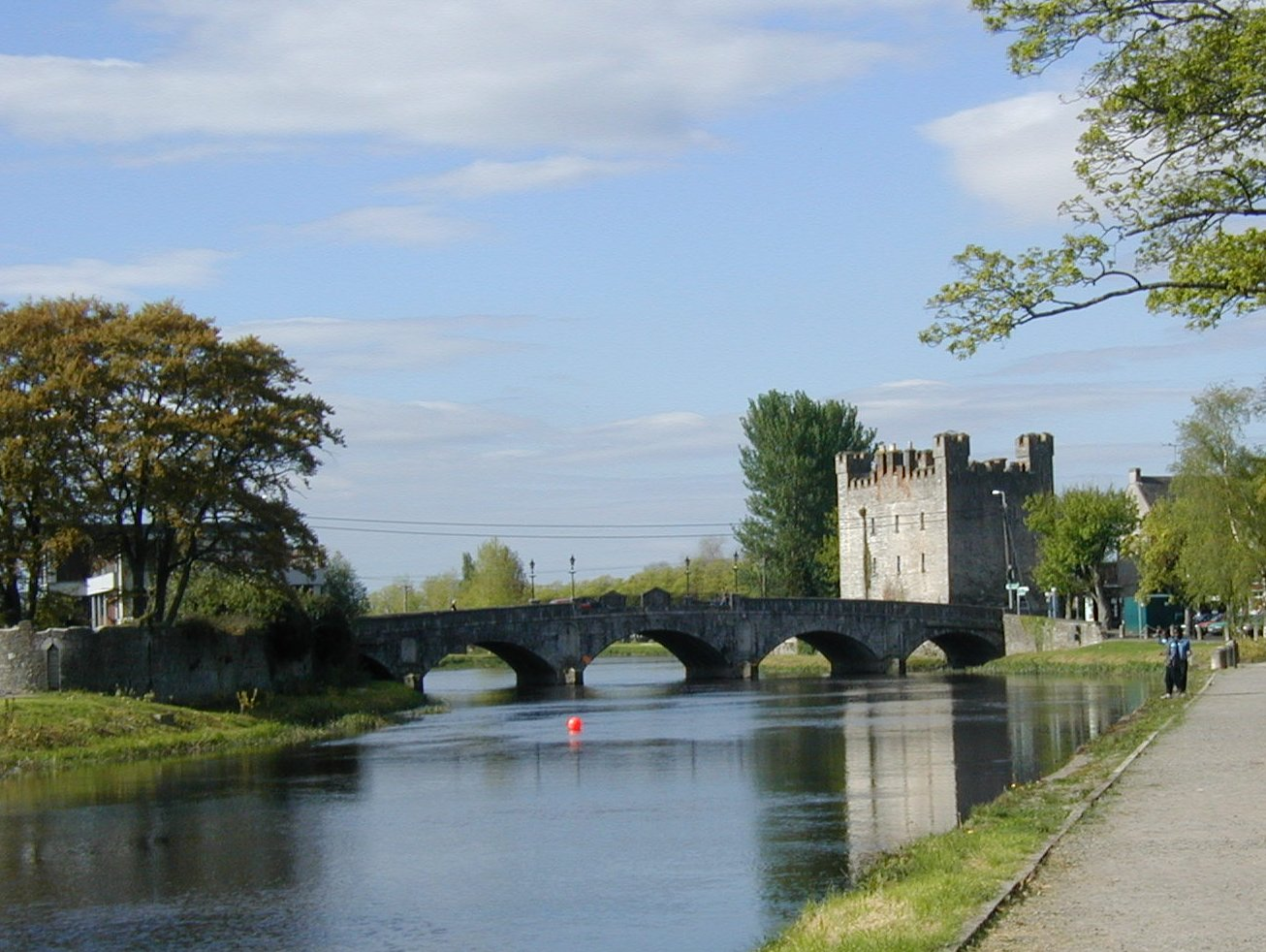
Річка Барроу, міст Кром-а-Бу та замок Вайтс.

Замок Вайтс (англ. Whites Castle) — Білий замок — один із замків Ірландії. Розташований в графстві Кілдер, в селищі Ахі. Знаходиться біля старовинного мосту Кром-а-Бу через річку Барроу. Замок баштового типу, являє собою прямокутну чотирьохповерхову вежу.

## Історія замку Вайтс
Замок Вайтс побудований в 1417 році сером Джоном Талботом — віце-королем Ірландії, для захисту мосту через річку Барроу та захисту від ірландських кланів («диких ірландців») Пейлу — англійської колонії в Ірландії. Міст Кром-а-Бу більше 1000 років був стратегічним об'єктом в Ірландії. В стіну замку вбудовані рельєфні плити із зображенням герба графа Кілдер, що означає право власності графа на замок. Крім того в стіні замку є плита з датою 1573 та іменем Річард Коссен, що був тоді повелителем міста Ахі. Нині замок Вайтс є приватною резиденцією. Назва мосту Кром-а-Бу є одночасно бойовим кличем феодальної родини Геральдинів. Ірландська назва міста Ахі — Балє Аха І (ірл. — Baile Átha Í) — Місто Броду І. Назва міста бере свій початок від вождя ірландського клану на ім'я І, що в ІІ столітті загину на цьому місці. На карті Птолемея ця місцина теж позначена і називається Реба або Ребан. Після англо-норманського завоювання Ірландії в 1169 році місто стало важливим пунктом англійської колонізації і було володінням графів ФітцДжеральдів та графів Кілдер протягом сотень років. У 1641 році спалахнуло повстання за незалежність Ірландії, замок став ареною боїв. Місто і замок намагались захопити роялісти, республіканці, повстанці Ірландської конфедерації, католики, протестанти. Замок і місто неодноразово обстрілювали з гармат. Але замок і міст через річку відбудовували неодноразово. Остання відбудова буля 1796 року. У 1798 році спалахнуло чергове повстання за незалежність Ірландії. Після його придушення Білий замок використовували як в'язницю для полонених повстанців. Потім він був казармою та резиденцією каштелянів. Місто Ахі здавна було гарнізонних містом англійських військ, тому відрізнялося лояльністю до корони Англії (на відміну від багатьох інших міст Ірландії). Під час Першої світової війни 1914—1918 років місто Ахі дало добровольців в британську армію більше, ніж будь-яке інше місто такого ж розміру в Ірландії. У ХІХ столітті замок двічі перебудовувався: спочатку для того, щоб його зручніше було використовувати як тюрму, а потім як казарму для поліцейський підрозділів. Наприкінці ХІХ століття замок знову був перероблений — тепер як приватна резиденція. Більше 100 років замок належав родині Дойл. У 2005 році замок був проданий за 1,3 млн євро. У 2012 році замок знову продали — всього за 195 000 євро.
В містечку Ахі колись виник своєрідний діалект із суміші ірландських та староанглійських слів. Містечко Ахі є батьківщиною багатьох фольклорних та літературних творів: тут були написані пісні «Джоні — я трохи знав його», «Бал Лініган», «Діва Ахі». Пісню «Куррах Кілдер» записав тут колись Роберт Бернс. Місто Ахі та Білий замок згадуються в творах Джеймса Джойса та Патріка Кавана.